# Лакур, Рольф
Рольф Лакур (26 июня 1937, Саарбрюккен, Саар — 28 января 2018, Кёллербах, Саар) — немецкий борец классического и вольного стилей, чемпион ФРГ по вольной и классической борьбе, чемпион и призёр чемпионатов Европы по классической борьбе, призёр чемпионатов мира по классической борьбе, участник соревнований летних Олимпийских игр 1964 и 1968 годов по классической борьбе, и Олимпиады 1972 года по вольной борьбе.

## Выступления на Олимпиадах
На Олимпиаде 1964 года в Токио в первой схватке Лакур победил по очкам египетского борца Фуада Али, а во второй — также по очкам представителя Финляндии Ристо Бьёрлина. Третья схватка также закончилась победой по очкам, но на этот раз победой соперника — румына Думитру Пырвулеску. В четвёртом круге Лакуром была одержана победа над итальянцем Игнацио Фабра. На этом участие Лакура в соревнованиях из-за набранных им 6 штрафных очков закончилось. По итогам Олимпиады он занял 4 место.
Следующая Олимпиада в Мехико для Лакура началась с ничьей с венгерским борцом Имре Алкером. Схватка с марокканским борцом Мохамедом Кармузом закончилась дисквалификацией последнего. В третьем поединке Лакур чисто победил представителя Румынии Георге Стоичиу. Затем последовала ничья с финном Юсси Вестериненом. Пятая схватка с чехословацким борцом Мирославом Земаном окончилась победой Лакура. В Мехико Лакур стал пятым.
На Олимпиаде 1972 года в Мюнхене Лакур участвовал в соревнованиях по вольной борьбе. Он победил по очкам монгольского борца Базаррагчаагийна Жамсрана, отборолся вничью с американцем Серхио Гонсалесом, чисто проиграл румыну Йону Арапу и из-за 7 набранных им штрафных очков прекратил борьбу за награды.